# FC Luzern
Der FC Luzern, kurz FCL, ist ein Fussballverein aus Luzern. Die Vereinsfarben sind entsprechend dem Stadt- und Kantonswappen Blau und Weiss. Die Heimspiele werden seit 2011 in der Swissporarena ausgetragen, die auf der Luzerner Allmend am Standort des alten Stadions neu errichtet wurde.
Die erste Mannschaft spielt in der Super League, der höchsten Spielklasse der Schweiz. Sie gewann bisher einmal die Meisterschaft und dreimal den Schweizer Cup. Die zweite Mannschaft (U21) spielt in der Promotion League (3. Spielklasse) und die Frauenmannschaft in der Women’s Super League (1. Spielklasse). Zudem besitzt der Verein eine Volleyball- und eine Bocciasektion.

## Geschichte

### Von der Gründung bis zum hundertjährigen Bestehen
Erstmals Erwähnung fand der FC Luzern am 6. Mai 1897 in einem Inserat im Luzerner Tagblatt, in dem zu einer Sitzung im Café Alpenclub aufgerufen wurde. Bis zur offiziellen Gründung am 12. August 1901 im Restaurant Seidenhof vergingen allerdings noch mehr als vier Jahre. Dem Schweizerischen Fussballverband trat man zwei Jahre später bei und spielte die erste Meisterschaftssaison in der dritthöchsten Spielklasse, der damaligen Serie C. Im Jahr 1936 gelang schliesslich der erstmalige Aufstieg in die Nationalliga als höchster Spielklasse. 1944 stieg der Verein wieder in die zweithöchste Spielklasse ab. 1953 stieg er wieder auf, 1955 wieder ab und 1958 wieder auf. 1960 holte sich die Mannschaft mit dem Cup den ersten bedeutenden Titel. 1989 feierte man zum ersten und bisher einzigen Mal den Meistertitel. 1992 wurde der Club zum zweiten Mal Cupsieger. Das hundertjährige Bestehen des Vereins wurde im Jahr 2001 mit einem Freundschaftsspiel gegen den FC Barcelona gefeiert. Allerdings ging die FC Luzern AG noch im selben Jahr Konkurs, und zwei Jahre später, 2003, konnte der Abstieg in die neu geschaffene Challenge League nicht mehr verhindert werden.

### 2006 bis 2011 – Wiederaufstieg und Stadionprojekt
| Saison                                           | Liga | Platz | Punkte | Tore  | ⌀ Zuschauer | Cup          |
| ------------------------------------------------ | ---- | ----- | ------ | ----- | ----------- | ------------ |
| 2006/07                                          | SL   | 8.    | 33     | 31:58 | 7'732       | Final        |
| 2007/08                                          | SL   | 6.    | 44     | 40:49 | 9'180       | Achtelfinal  |
| 2008/09                                          | SL   | 9.    | 35     | 45:62 | 8'074       | Halbfinal    |
| 2009/10                                          | SL   | 4.    | 58     | 66:55 | 7'550       | Viertelfinal |
| 2010/11                                          | SL   | 6.    | 48     | 62:57 | 7'993       | Achtelfinal  |
| Heimspiele 2009/10 und 2010/11 im Stadion Gersag |      |       |        |       |             |              |

Zur Saison 2006/07 stieg der FC Luzern wieder auf und spielte somit erstmals in der Super League. Neuer Hauptsponsor war fortan die Steg Computer GmbH. Da mit Aufstiegstrainer René van Eck keine Einigung auf eine Vertragsverlängerung erzielt werden konnte, wurde er durch den Trainerneuling Ciriaco Sforza ersetzt.
Neben dem Hauptziel Ligaerhalt erreichte die Mannschaft durch einen 3:2-Auswärtssieg beim damals amtierenden und späteren Meister FC Zürich den Cupfinal. Diesen verlor sie gegen den FC Basel nach einem umstrittenen Elfmeter in der 93. Spielminute mit 0:1.
Die Saison 2007/08 beendete der Verein auf dem sechsten Platz.
Der Start in die Saison 2008/09 misslang der Mannschaft deutlich. Nach zwölf Runden lag sie mit nur zwei Punkten abgeschlagen am Tabellenende, woraufhin Ciriaco Sforza gehen musste. Aber auch sein Nachfolger Roberto Morinini war mit einem Punkt aus sechs Spielen wenig erfolgreich. Rolf Fringer wurde im November neuer Trainer und führte die Mannschaft auf den Barrageplatz. Nachdem das Hinspiel gegen den FC Lugano auswärts 0:1 verloren gegangen war, konnte das letzte Spiel in der Geschichte des Allmendstadions am 13. Juni mit 5:0 gewonnen werden.
Vor der Saison 2009/10 wurde der Zuzug von Nationalspieler Hakan Yakin bekanntgeben. Die Mannschaft erreichte unter seiner Regie den vierten Platz und damit die Berechtigung für die Qualifikationsrunde zur UEFA Europa League 2010/11 der folgenden Spielzeit.
Nach einer starken Vorrunde wurde der Verein in der Saison 2010/11 Wintermeister. Aufgrund eines sportlich schwachen Frühjahrs trennte man sich jedoch von Rolf Fringer. Für den Rest der Saison übernahm U-18-Trainer Christian Brand interimistisch. Die Mannschaft belegte am Schluss den sechsten Platz.

### 2011 bis 2016 – Neues Stadion und Professionalisierung
| Saison                                 | Liga | Platz | Punkte | Tore  | ⌀ Zuschauer | Cup         |
| -------------------------------------- | ---- | ----- | ------ | ----- | ----------- | ----------- |
| 2011/12                                | SL   | 2.    | 54     | 46:32 | 14'180      | Final       |
| 2012/13                                | SL   | 8.    | 42     | 41:52 | 12'384      | 1. Runde    |
| 2013/14                                | SL   | 4.    | 51     | 48:54 | 11'291      | Halbfinal   |
| 2014/15                                | SL   | 5.    | 47     | 54:46 | 10'923      | Achtelfinal |
| 2015/16                                | SL   | 3.    | 54     | 59:50 | 11'292      | Halbfinal   |
| Saison 2011/12 mit 34 statt 36 Spielen |      |       |        |       |             |             |

Auf die Saison 2011/12 hin konnte der FC Luzern in die Swissporarena einziehen. Das erste Pflichtspiel im neuen Stadion fand am 31. Juli gegen den FC Thun statt und endete torlos. Das offizielle Eröffnungsspiel am 3. September gegen den Hamburger SV endete 2:2. Neuer Hauptsponsor seit dem Einzug ist die aus der Region stammende Otto’s AG, mit der ein Zweijahresvertrag abgeschlossen wurde. Mit der Verpflichtung von Murat Yakin, dem älteren Bruder von Captain Hakan Yakin, als Cheftrainer erhoffte man sich neben einem «Stadioneffekt» zusätzlich sportlichen Erfolg, der sich zunächst auch einstellte. Die Saison 2011/12 war nach der Meistersaison 1988/89 die zweiterfolgreichste der Vereinsgeschichte. Die Mannschaft wurde Vizemeister und erreichte dank einem 1:0-Auswärtssieg im Halbfinal gegen den FC Sion den Cupfinal. Im Endspiel musste sie sich aber wie in der Meisterschaft dem FC Basel geschlagen geben. Zudem erhielten die FCL-Spieler Alain Wiss und Adrian Winter ihr erstes Aufgebot für die Schweizer Nationalmannschaft. Im April 2012 konnte schliesslich die neu geschaffene Stelle des Sportchefs mit Heinz Hermann besetzt und somit die letzte Lücke in der sportlichen Leitung geschlossen werden. Damit sah Präsident Walter Stierli seine Arbeit endgültig als getan an und übergab sein Amt an den Luzerner Hotelier Mike Hauser.
Nach einem schwachen Start in die 2012/13 trennte sich der Verein nach sechs Spielen mit nur drei gewonnenen Punkten von Murat Yakin. Seine Funktionen übernahm Ryszard Komornicki, der 2001 schon einmal Trainer der Mannschaft gewesen war. Doch nach dem Ausscheiden aus dem Cup in der ersten Runde und einer noch sieglosen Rückrunde musste er im April 2013 bereits wieder gehen. Schon zwei Monate eher wurde auch das Arbeitsverhältnis mit Heinz Hermann beendet; er soll das erweiterte Anforderungsprofil eines Sportchefs nicht erfüllt haben. Dessen Stelle wurde zeitgleich mit der neuerlichen Trainerentlassung mit Alex Frei besetzt, der unmittelbar davor beim FC Basel seine Spielerkarriere beendet hatte, während der er auch für den FCL spielte. Als erste Amtshandlung setzte er den argentinisch-schweizerischen Doppelbürger Carlos Bernegger als neuen Cheftrainer ein, der familiäre Wurzeln im Luzerner Entlebuch hat. Unter Bernegger holte die Mannschaft in den restlichen zehn Spielen 20 von 30 möglichen Punkten. Im Verlauf der Saison wurde zudem der Vertrag mit Hauptsponsor Otto’s vorzeitig bis 2015 verlängert.
In der Vorbereitungsphase zur Saison 2013/14 wurde Frei auf der Suche nach einem zu Bernegger passenden Assistenztrainer im Luzerner Urgestein Thomas Wyss fündig. Als Ersatz für Nachwuchschef Laurent Prince, der Ende Juni in gleicher Funktion zum Schweizerischen Fussballverband wechselte, verpflichtete er den ehemaligen FCL-Trainer Andy Egli. Im Dezember wurde Mike Hauser von Rudolf Stäger als Präsident abgelöst. Der langjährig in der Innerschweiz wohnhafte Bankkaufmann führte das Amt als erster in Vollanstellung mit geschäftsführender Funktion. Aus sportlicher Sicht verlief die Saison mit Platz 2 zur Winterpause zunächst positiv. Trotz wechselhaften Leistungen in der Rückrunde wurde der 4. Tabellenrang und somit die Europa-League-Qualifikation erreicht. Ausserdem stiess man im Schweizer Cup 2013/14 bis in den Halbfinal vor, der gegen den FC Basel knapp verloren ging (0:1).
Der Start in die Saison 2014/15 begann denkbar schlecht. So schied man in der Europa-League-Qualifikation gegen den FC St. Johnstone nach einem 1:1 im Hin- und Rückspiel im Penaltyschiessen aus. Nach elf Ligaspielen ohne Sieg, fünf Unentschieden und sechs Niederlagen musste Bernegger seinen Platz im Oktober 2014 als Trainer der 1. Mannschaft räumen. Sein Nachfolger wurde Markus Babbel. Trotz zwei Siegen und zwei Unentschieden wurde die Vorrunde als Letzter mit zwei Punkten Rückstand auf den FC Sion beendet. Als Folge der schlechten Resultate trat Sportchef Alex Frei am letzten Spieltag der Vorrunde per sofort zurück. In der Winterpause konnte Rolf Fringer als neuer Sportchef gewonnen werden. Ebenfalls neu zum FC Luzern als Co-Trainer stiess Roland Vrabec vom FC St. Pauli. Die Rückrunde konnte schliesslich mit 10 Siegen, 4 Unentschieden und 4 Niederlagen auf dem 2. Platz der Rückrundentabelle hinter dem FC Basel bzw. auf dem 5. Rang abgeschlossen werden. Dieser reichte nicht zur Qualifizierung für die Europa League, da der FC Sion den Cup-Final gewann.
In der Saison 2015/16 konnte die Vorrunde auf dem hervorragenden 4. Platz in der Liga und mit dem Halbfinaleinzug im Schweizer Cup abgeschlossen werden. Trotzdem wurde zu Beginn des neuen Jahres Sportchef Rolf Fringer gekündigt. Als Grund wurden die unterschiedlichen Auffassungen über die künftige strategische Ausrichtung des FC Luzern angegeben. Der Start in die Rückrunde misslang mit drei Niederlagen in Folge völlig. Assistenztrainer Roland Vrabec, der den Verein auf Ende Saison verlassen sollte und dem die Vereinsführung noch Anfang Februar das Vertrauen ausgesprochen hatte, wurde er Ende Februar per sofort freigestellt. Das Vertrauensverhältnis zwischen Vrabec und Cheftrainer Babbel soll für eine weitere erfolgreiche Zusammenarbeit aus Sicht des Vereins nicht mehr gegeben gewesen sein. Nach dem turbulenten Rückrundenstart konnte sich der FCL dank Ruhe innerhalb des Vereins und Festhalten am Cheftrainer wieder erholen. Mit guten Leistungen des Teams und 28 Punkten aus den letzten 13 Spielen stiess der FC Luzern noch auf den 3. Rang vor, das viertbeste Resultat in der Vereinsgeschichte, das zur Europa-League-Qualifikation reichte. Am 24. Mai 2016 wurde bekannt, dass die geschäftliche Führung des FC Luzern reorganisiert wird. Die bisher von Rudolf Stäger in einem 60-Prozent-Pensum wahrgenommenen Aufgaben Geschäftsführung und Vereinspräsidium sollten aufgeteilt werden. Neu übernehme ein zu 100 Prozent angestellter CEO die Geschäftsführung des Clubs, gleichzeitig würden das Präsidium und die FCL Holding AG zusammengelegt. Dadurch würden die regelmässigen Verwechslungen der beiden Präsidien aufgehoben und die Zusammenarbeit zwischen Verwaltungsrat und Clubleitung gestärkt. Der Holding-Präsident Philipp Studhalter werde somit neu auch Club-Präsident. Die neugeschaffene CEO-Position werde ausgeschrieben.

### 2017 bis – Neue Vereinsführung
| Saison  | Liga | Platz | Punkte | Tore  | ⌀ Zuschauer | Cup          |
| ------- | ---- | ----- | ------ | ----- | ----------- | ------------ |
| 2016/17 | SL   | 5.    | 50     | 62:66 | 10'955      | Halbfinal    |
| 2017/18 | SL   | 3.    | 54     | 51:51 | 10'051      | Viertelfinal |
| 2018/19 | SL   | 5.    | 46     | 56:61 | 9'364       | Halbfinal    |
| 2019/20 | SL   | 6.    | 46     | 42:50 | 6'025       | Viertelfinal |
| 2020/21 | SL   | 5.    | 46     | 62:59 | 287         | Sieger       |
| 2021/22 | SL   | 9.    | 40     | 52:64 | 10'575      | Halbfinal    |
| 2022/23 | SL   | 4.    | 50     | 56:52 | 12'775      | Achtelfinal  |
| 2023/24 | SL   | 7.    | 49     | 47:53 | 12'810      | Achtelfinal  |

In die Saison 2016/17 startet der FC Luzern sehr stark mit vier Siegen aus den ersten fünf Spielen. In der Europa-League-Qualifikation gegen den US Sassuolo Calcio schied man nach 1:1 im Hinspiel und 0:3 Rückspiel aus. Über 1000 Luzerner begleiteten ihre Mannschaft lautstark und farbenfroh nach Italien. Im Oktober 2016 wurde der ehemalige Spieler Marcel Kälin neuer CEO des Vereins. Die Vorrunde schloss der FCL mit Rang 4 und der Viertelfinalqualifikation im Schweizer Cup ab. Ab der Rückrunde wurde noch mehr auf die eigenen Nachwuchsspieler gesetzt. In der 28. Runde im Heimspiel gegen den FC St. Gallen spielten beim FC Luzern nur Spieler mit einem Schweizer Pass. Nach diversen Unruhen im und um den Verein und sportlichen Auf und Ab in der Rückrunde wurde die Saison auf Rang 5 beendet, was die erneute Europa-League-Qualifikation bedeutete. Im Schweizer Cup 2016/17 schied man im Halbfinal beim FC Sion nach einem 0:0 nach 120 Minuten im Penaltyschiessen aus.
In der Saison 2017/18 mit nur zwei Siegen nach 13 Runden fand sich der FC Luzern am Tabellenende wieder. In der Europa-League-Qualifikation gegen NK Osijek schied man mit dem Gesamtergebnis von 2:3 aus. Im Schweizer Cup 2017/18 schied der FC Luzern im Viertelfinal beim FC Basel nach einem 1:2 aus. Die Vorrunde beendete der FC Luzern mit drei weiteren Siegen auf Rang 9.
Am 5. Januar 2018 gab der Verein die Entlassung von Cheftrainer Markus Babbel nach über drei Jahren im Amt wegen interner Differenzen bekannt. Auch sein Assistent Patrick Rahmen verliess den Verein. Am 9. Januar stellte man mit dem ehemaligen Spieler Gerardo Seoane Babbels Nachfolger vor.
Nach einer spektakulären Aufholjagd in der Rückrunde mit 10 Siegen und 34 Punkten beendete der FC Luzern die Saison auf Rang 3, was die Egalisierung des viertbesten Resultats in der Vereinsgeschichte und die erneute Europa-League-Qualifikation bedeutete. Der CEO Marcel Kälin trat am 28. März 2018 von seinem Amt zurück.
Zur Saison 2018/19 übernahm René Weiler das Amt des Cheftrainers, nachdem Gerardo Seoane überraschend nach nur einer halben Saison als Super-League-Trainer in der Sommerpause vom BSC Young Boys abgeworben worden war. In der Europa-League-Qualifikation gegen Olympiakos Piräus schied man mit dem Gesamtergebnis von 1:7 chancenlos aus. Die Vorrunde schloss der FCL mit Rang 5 und der Viertelfinalqualifikation im Schweizer Cup ab. Am 17. Februar 2019 wurde René Weiler nach Differenzen in der sportlichen Entwicklung entlassen. Am 21. Februar wurde Thomas Häberli als neuer Cheftrainer vorgestellt. Mit Häberli erreichte der FC Luzern im Schweizer Cup 2018/19 den Halbfinal gegen den FC Thun, wo man zuhause mit 0:1 unterlag. Die Meisterschaft wurde auf dem 5. Rang beendet, was die vierte Europa-League-Qualifikation in Serie bedeutete.
Zur Winterpause 2019/20 wurde Thomas Häberli als Trainer entlassen. Seine Nachfolge trat Fabio Celestini, wenige Monate zuvor beim FC Lugano entlassen, an. Unter dem neuen Trainer avancierte der FCL zum besten Team nach dem Corona-Restart. Gegen Ende der Saison brach die Mannschaft aufgrund vieler Verletzungen und engen Terminplans etwas zusammen, so dass sie ins Tabellenmittelfeld abrutschte. Im Schweizer Cup erreichte der FC Luzern den Viertelfinal, den er mit 1:2 n. V. (1:1, 1:1) gegen den BSC Young Boys verlor.
Die weltweite Corona-Pandemie und die damit einhergehenden Einschränkungen bei den Zuschauerzahlen stellten auch den FC Luzern vor grosse finanzielle Probleme. Das Jahr 2020 verursachte entsprechend einen grossen Verlust. Auch sportlich verlief die Vorrunde der Saison 2020/21 nicht nach Wunsch, sodass man zur Winterpause in argen Abstiegsnöten steckte. Hinter den Kulissen konnte jedoch der langjährige Aktionärsstreit gelöst und im Januar 2021 mit dem ehemaligen FCL-Spieler Stefan Wolf ein neuer Präsident vorgestellt werden. Die bisherigen Aktionäre Marco Sieber, Samih Sawiris, Hans Schmid und Pneu Bösiger traten ihre Aktien an Josef Bieri ab, der diese an regionale Neu-Aktionäre weiterverkaufen möchte.
Dank einer starken Rückrunde konnte man die Abstiegszone frühzeitig verlassen und platzierte sich am Ende der Saison auf dem 5. Tabellenrang. Ausserdem qualifizierte sich die 1. Mannschaft für das Finalspiel im Schweizer Cup, in dem der FC St. Gallen am 24. Mai 2021 im Wankdorfstadion in Bern mit 3:1 (2:1) geschlagen wurde. Es war dies der erste Titel seit 29 Jahren und dem Cuptitel im Jahr 1992. Die Luzerner Tore erzielten Ibrahima Ndiaye, Jordy Wehrmann und Pascal Schürpf. Im Anschluss an das Spiel feierten rund 10'000 Fans ihre Mannschaft trotz immer noch geltenden Corona-Beschränkungen auf dem Messeplatz direkt beim Stadion.
In der Saison 2021/2022 rutschte der FC Luzern nach der 14. Runde auf den letzten Tabellenplatz ab. Nach zwei weiteren Niederlagen und einem Unentschieden entliess der Verein Celestini per sofort, dem zudem vorgeworfen wurde, sich öffentlich negativ über die Vereinsführung geäussert zu haben. Für das letzte Spiel der Vorrunde (Heimniederlage mit 0:2 gegen den Servette FC) übernahm der U21-Trainer Sandro Chieffo das Traineramt interimsweise. Im Dezember 2021 wurde der Liechtensteiner Mario Frick, bisher Trainer des FC Vaduz, als neuer Cheftrainer vorgestellt. Nach einer Rückrunde mit 29 Punkten aus 18 Spielen schaffte der FC Luzern den Ligaerhalt in der Barrage gegen den FC Schaffhausen.
Nach einem vielversprechenden Start in die Saison 2022/2023 mit drei Siegen, drei Unentschieden und zwei Niederlagen geriet im Oktober 2022 die Vereinsführung des FC Luzern ins Rampenlicht. Bernhard Alpstaeg, Mehrheitsaktionär der FCL Holding AG, hatte den Vereinspräsidenten Stefan Wolf und den Sportchef Rémo Meyer in den Medien öffentlich kritisiert und ihnen die Führungskompetenz abgesprochen. Deshalb wollte Alpstaeg den aktuellen Verwaltungsrat an der nächsten Generalversammlung absetzen und sich als neuen Verwaltungsratspräsidenten einsetzen. Infolgedessen solidarisierten sich mehrere Tausend Personen mit dem Duo Wolf/Meyer und protestierten zahlreiche Fans mit Plakaten gegen die Pläne von Alpstaeg. Die ursprünglich auf den 3. November 2022 angesetzte Generalversammlung wurde vom aktuellen Verwaltungsrat allerdings in letzter Minute abgesagt. An der dann auf den 21. Dezember 2022 angesagten Generalversammlung konnte Alpstaeg seine Pläne jedoch nicht durchsetzen. Der aktuelle Verwaltungsrat hatte im Vorfeld der Veranstaltung die Aktien von Alpstaeg aus dem Aktienbuch gestrichen und gegen seine Übernahme der Aktien von Ex-FCL-Präsident Walter Stierli im Jahr 2015 Strafanzeige eingereicht. Da Alpstaeg dementsprechend nur noch 27 % und nicht mehr 52 % aller Aktien hielt, wurden die von Alpstaeg traktandierten Geschäfte, nämlich die Abwahl des aktuellen Verwaltungsrats und die Wahl eines neuen Verwaltungsratspräsidenten, schliesslich im Sinne der anderen Aktionäre entschieden. Der aktuelle Verwaltungsrat wurde somit – mit Ausnahme von Bruno Affentranger, welcher nicht zur Wiederwahl angetreten war – in seinem Amt bestätigt. Der sogenannte Aktionärsstreit wurde zunächst abseits der Öffentlichkeit ausgefochten, die Diskussionen um die Rechtmässigkeit der Übernahme der Aktien von Walter Stierli durch Bernhard Alpstaeg sind allerdings noch nicht abgeschlossen. In den Jahren 2022 und 2023 wurden von Seiten des FC Luzerns, der Stadt Luzern und Bernhard Alpstaeg diverse Heimfall, Straf-, Zivil- und Administrativverfahren angestrengt, die teilweise noch nicht erledigt sind.
Sportlich beendete der FCL die Saison 2022/2023 schliesslich auf Platz 4 der Tabelle, was für den Verein die Europa-Conference-League-Qualifikation bedeutete. Während der Saison standen beim FC Luzern total 31 Spieler im Einsatz, darunter sechs Eigengewächse, nämlich Luuk Breedijk, Pascal Loretz, Severin Ottiger, Noah Rupp, Nando Toggenburger und Lars Villiger, die jeweils ihr Debüt in der Super League gaben. Die Qualifikation für die Gruppenphase der Europa Conference League 2023/2024 gelang dem FCL nicht. Zwar bezwangen die Luzerner in der zweiten Qualifikationsrunde den schwedischen Vizemeister Djurgardens IF, in der dritten Qualifikationsrunde unterlag man jedoch der schottischen Mannschaft des Hibernian Football Club Edinburgh. Die Meisterschaft beendete der FCL in der sogenannten Relegation Group auf Platz 7. Die Saison wurde erstmals in einem zweistufigen Modus nach dem Vorbild der höchsten schottischen Liga ausgetragen.
Nach dem Start in die Saison 2023/2024 gab der Club bekannt, dass Präsident und CEO Stefan Wolf den FCL per 31. Dezember 2024 verlässt. Die Funktion des CEO übernimmt Simon Laager, die Funktion des Präsidenten Josef Bieri ad interim.

## Stadien

### Stadion Allmend (1934–2009)
Der FC Luzern bestritt seine Heimspiele im Stadion Allmend. Erstellt wurde die Sportanlage Allmend im Jahre 1934, bestehend aus mehreren Fussballfeldern und einem Hauptfeld mit einer kleinen Holztribüne. In den folgenden Jahren wurden die Sportanlagen immer wieder verändert und ergänzt. So wurde beispielsweise 1957 die Tribüne auf 2500 Sitzplätze ausgebaut. Ein grösserer Umbau erfolgte in den Jahren 1981 bis 1983 mit dem Um- und Neubau der Haupttribüne sowie dem Neubau der gedeckten Mitteltribüne (dort war die Stehrampe der FCL-Fans). Die letzte bauliche Erweiterung erfolgte im Jahr 1995 mit dem Bau der «LUMAG-Tribüne» (Nord-Tribüne, gedeckte Sitzplätze).
Insbesondere in den 1980er- und frühen 1990er-Jahren galt die Allmend unter gegnerischen Teams als «uneinnehmbare Festung». Das Publikum trieb die Mannschaft zu Siegen und zum Meistertitel 1989. Über die Fans des FC Luzern wurde international berichtet. Der Zuschauer-Stadionrekord liegt bei 26'100 aus dem Jahre 1993 (Spiel in der Auf-/Abstiegsrunde gegen den FC Basel (4:1)). Das theoretische Fassungsvermögen auf der Allmend lag bei etwa 25'000 Zuschauern. Vom Verband wurden aber nur noch 13'000 Zuschauer zugelassen.

### Swissporarena (Seit 2011)

#### Projekt «Sportarena Allmend Luzern»
Ab 2007 konnte das Stadion Allmend die Mindestanforderungen der Swiss Football League nicht mehr erfüllen. Seit Herbst 2005 führten die Stadt Luzern und private Investoren Gespräche über einen Neubau des Stadions Allmend. Nachdem eine Direktvergabe eines Stadionneubaues mit Mantelnutzung politisch auf grossen Widerstand gestossen war, entschied sich das Parlament der Stadt Luzern im September 2006 für die Ausschreibung eines Investorenwettbewerbes. Insgesamt wurden darauf fünf Wettbewerbsbeiträge eingereicht, wobei die Jury im Mai 2007 empfahl, mit den drei erstrangierten Projekten Nachverhandlungen aufzunehmen. Im September 2007 entschied der Stadtrat (Exekutive), das ursprünglich bereits erstplatzierte Projekt «KOI» der Luzerner Architekten Daniele Marques und Iwan Bühler weiterzuverfolgen, wobei sich die beiden anderen Projekte formell bereits zurückgezogen hatten.
Neben dem eigentlichen Fussballstadion mit ca. 17'000 Sitzplätzen ist auch der Bau eines Sportgebäudes mit Turnhalle, Hallenbad und Fitnesscenter vorgesehen. Die Projektentwicklung wird durch die Halter Unternehmungen geführt. Zwecks Querfinanzierung des Stadions (im Sinne eines Baurechtszinses) sieht das Projekt aber auch die Erstellung von zwei Wohn-Hochhäusern (ca. 88 und 77 Meter) vor. Da für dieses Projekt eine Zonenplanänderung erforderlich wurde, mussten die Stimmberechtigten über diese zusammen mit dem Projektierungskredit an der Urne abstimmen. Insbesondere die Erstellung der beiden Wohnhäuser stiess dabei bei Politik und Bevölkerung auf grossen Widerstand. Mit einer Mehrheit von ca. 54 % entschied sich die Stimmbevölkerung der Stadt Luzern am 24. Februar 2008 für die Zonenplanänderung und somit für die Weiterbearbeitung des Projekts «KOI».
Am 30. November 2008 konnte die Stimmbevölkerung an einer weiteren Volksabstimmung über die Zustimmung zu den Baurechtsverträgen (für Stadion, Sportgebäude und Wohnhäuser) sowie über die von der öffentlichen Hand zu bezahlenden Beiträge (für Stadion, Hallenbad, Zufahrten/Vorzone) abstimmen. Nach einem hart geführten Abstimmungskampf zwischen Befürwortern und Gegnern entschied eine Mehrheit von 55,1 % Ja-Stimmen, das Projekt zu realisieren. Wegen inzwischen erledigter Einsprachen zum Gestaltungsplan und zur Baubewilligung verzögerte sich der Baubeginn mindestens um ein halbes Jahr bis im Sommer 2009.
Im August 2009 begannen die Abrissarbeiten und im März 2010 der Bau der neuen Swissporarena sowie der beiden (lange umstrittenen) Hochhäuser und der Sporthalle. Bis Mitte 2011 spielte der FCL im Stadion Gersag in Emmenbrücke, wo das bestehende Kleinstadion provisorisch auf ein Fassungsvermögen von 8000 Zuschauern erweitert wurde.
Die im Dezember 2009 durch den Präsidenten Walter Stierli verkündete Entscheidung, im neuen Stadion aus betriebswirtschaftlichen Gründen einen Kunstrasen der neusten Generation zu verlegen, wurde etwa ein Jahr später aufgrund der Einsicht, dass Naturrasen wegen der primären Nutzung als Fussballstadion geeigneter ist, revidiert.

#### FCL.Radio
Das Blindenradio FC Luzern, später Arena Radio, war ein Projekt des FC Luzern in Zusammenarbeit mit der Blindenorganisation Luzern, um blinden und schwer sehbehinderten Menschen das jeweilige Sportereignis zu vermitteln. Das Radio sendete immer live bei Heimspielen und war rund ums Stadion auf 92,4 MHz empfangbar.
Am 21. Februar 2016 startete mit dem Heimspiel gegen den FC St. Gallen neu das FCL.Radio. Es werden alle Wettbewerbsheimspiele des FC Luzern live über die volle Spieldauer über diesen Kanal ausgestrahlt. Das FCL.Radio verfügt über ein sechsköpfiges Moderatorenteam und sendet ausschliesslich digital.

## Organisation

### Präsidenten seit 1901
| von  | bis  | Präsidenten        |
| ---- | ---- | ------------------ |
| 1901 | 1903 | Walter Adam        |
| 1903 | 1904 | Alfred Möri        |
| 1904 | 1905 | Guido Gisler       |
| 1905 | 1906 | Alfred Möri        |
| 1905 | 1906 | Alois Räber        |
| 1906 | 1907 | Adolf Coulin       |
| 1907 | 1908 | Walter Schmid      |
| 1907 | 1908 | Josef Imgrüth      |
| 1908 | 1910 | Gottlieb Leutwyler |
| 1910 | 1911 | Ernst Blaser       |
| 1911 | 1912 | Rudolf Stauber     |
| 1911 | 1912 | Gottlieb Leutwyler |
| 1912 | 1914 | Godi Vogt          |
| 1913 | 1915 | Josef Winiger      |
| 1915 | 1916 | Hans Döbeli        |
| 1916 | 1917 | Emil Kaller        |
| 1916 | 1917 | Godi Vogt          |
| 1917 | 1918 | Emil Modespacher   |
| 1918 | 1919 | Walter Lehmann     |
| 1919 | 1920 | Rudolf Stauber     |
| 1920 | 1921 | Godi Vogt          |
| 1921 | 1923 | Emil Modespacher   |
| 1923 | 1924 | Albrik Lüthy       |

| von  | bis  | Präsidenten        |
| ---- | ---- | ------------------ |
| 1924 | 1925 | Hugo Sproll        |
| 1925 | 1926 | Anton Zimmermann   |
| 1926 | 1927 | Josef Schuler      |
| 1927 | 1930 | Emil Meister       |
| 1931 | 1932 | Emil Schmid        |
| 1932 | 1934 | Theodor Mugglin    |
| 1934 | 1943 | Otto Bucher        |
| 1943 | 1945 | Josef Kaufmann     |
| 1945 | 1949 | Franz Wangler      |
| 1949 | 1954 | Josef Notz         |
| 1954 | 1958 | Werner Ludin       |
| 1958 | 1963 | Klaus Honauer      |
| 1963 | 1969 | Erwin Müller       |
| 1969 | 1975 | Edy Renggli        |
| 1975 | 1998 | Romano Simioni     |
| 1998 | 2001 | Albert Koller      |
| 2001 | 2002 | Jules Häfliger     |
| 2002 | 2005 | Pedro Pfister      |
| 2005 | 2012 | Walter Stierli     |
| 2012 | 2013 | Mike Hauser        |
| 2013 | 2016 | Rudolf Stäger      |
| 2016 | 2021 | Philipp Studhalter |
| 2021 |      | Stefan Wolf        |
| 2025 |      | ?                  |

### Sportchefs
| Name           | Amtszeit  |
| -------------- | --------- |
| Heinz Hermann  | 2012–2013 |
| Alexander Frei | 2013–2015 |
| Rolf Fringer   | 2015–2016 |
| Rémo Meyer     | 2017–     |

### Trainer seit 1921
| Von  | Bis  | Trainer                         |
| ---- | ---- | ------------------------------- |
| 1921 | 1924 | Dionys Schönecker               |
| 1927 | 1929 | Franz Konya                     |
| 1929 |      | Otto Hamacek                    |
| 1929 |      | Albert Halter, Albert Mühleisen |
| 1930 | 1931 | Dragan Nemes                    |
| 1931 | 1933 | Horace Williams                 |
| 1933 | 1934 | Josef Gerspach                  |
| 1934 | 1935 | Karl Heinlein                   |
| 1935 | 1937 | Adolf Vögeli                    |
| 1937 | 1938 | Josef Uridil                    |
| 1938 |      | Robert Lang                     |
| 1938 | 1939 | Erwin Moser                     |
| 1939 |      | Wilhelm Szigmond                |
| 1942 | 1945 | Josef Winkler                   |
| 1945 | 1946 | Gerhard Walter                  |
| 1946 | 1949 | Werner Schaer                   |
| 1949 | 1951 | Fritz Hack                      |
| 1951 | 1955 | Hermann Stennull                |
| 1955 | 1961 | Rudi Gutendorf                  |
| 1961 | 1962 | Josef Brun, Josef Weber         |
| 1962 | 1964 | Franz Linken                    |
| 1964 | 1969 | Ernst Wechselberger             |

| Von     | Bis     | Trainer                         |
| ------- | ------- | ------------------------------- |
| .001969 | .001970 | Juan Schwanner                  |
| .001970 | .001971 | Werner Schley, Josef Brun       |
| .001971 |         | Robert Meyer                    |
| .001971 |         | Egon Milder, Josef Vogel        |
| .001971 |         | Josef Brun                      |
| .001971 | .001974 | Albert Sing                     |
| .001974 | .001975 | Ilijas Pašić                    |
| .001975 |         | Paul Wolfisberg, Josef Vogel    |
| .001975 | .001976 | Otto Luttrop                    |
| .001976 |         | René Hüssy                      |
| .001976 | .001978 | Albert Sing                     |
| .001978 |         | Zarko Vujović a. i.             |
| .001978 | .001982 | Paul Wolfisberg, Josef Vogel    |
| .001982 | .001983 | Milan Nikolić                   |
| .001983 | .001985 | Bruno Rahmen                    |
| .001985 | .001992 | Friedel Rausch                  |
| 07/1992 | 12/1993 | Bertalan Bicskei                |
| 12/1993 |         | Paul Wolfisberg, Timo Konietzka |
| 01/1994 | 06/1994 | Timo Konietzka                  |
| 07/1994 | 02/1997 | Jean-Paul Brigger               |

| Von     | Bis     | Trainer               |
| ------- | ------- | --------------------- |
| 03/1997 | 10/1997 | Kudi Müller           |
| 11/1997 | 09/1998 | Martin Müller         |
| 09/1998 | 11/1998 | Egon Coordes          |
| 11/1998 | 12/1998 | André «Bigi» Meyer    |
| 01/1999 | 06/2001 | Andy Egli             |
| 07/2001 | 08/2001 | Ryszard Komornicki    |
| 08/2001 | 06/2002 | Raimondo Ponte        |
| 06/2002 | 06/2003 | Hans-Peter Zaugg      |
| 07/2003 | 10/2003 | Urs Schönenberger     |
| 11/2003 | 06/2006 | René van Eck          |
| 07/2006 | 07/2008 | Ciriaco Sforza        |
| 08/2008 | 10/2008 | Roberto Morinini      |
| 11/2008 | 05/2011 | Rolf Fringer          |
| 05/2011 | 06/2011 | Christian Brand a. i. |
| 07/2011 | 08/2012 | Murat Yakin           |
| 08/2012 | 04/2013 | Ryszard Komornicki    |
| 04/2013 | 10/2014 | Carlos Bernegger      |
| 10/2014 | 01/2018 | Markus Babbel         |
| 01/2018 | 05/2018 | Gerardo Seoane        |
| 06/2018 | 02/2019 | René Weiler           |
| 02/2019 | 12/2019 | Thomas Häberli        |
| 01/2020 | 11/2021 | Fabio Celestini       |
| 12/2021 | 12/2021 | Sandro Chieffo a. i.  |
| 12/2021 |         | Mario Frick           |

## Erfolge

### National
- Schweizer Meister (1): 1989
  - Schweizer Vizemeister (2): 1922, 2012
  - Aufstieg in die höchste Spielklasse (9): 1936, 1953, 1958, 1967, 1970, 1974, 1979, 1993, 2006
- Schweizer Cupsieger (3): 1960, 1992, 2021
- Schweizer Cupfinalist (4): 1997, 2005, 2007, 2012
- Schweizer Supercupfinalist: 1989

#### Ewige Tabelle
Der FC Luzern liegt derzeit auf dem 9. Rang der ewigen Tabelle der Super League.

### International
- Teilnahme am Europacup der Landesmeister (1): 1989
- Teilnahme am Europacup der Cupsieger (3): 1960, 1992, 1997
  - Viertelfinalteilnahme am Europapokal der Cupsieger (1): 1960
- Teilnahme am UEFA-Cup (2): 1985, 1990
- Teilnahme an der UEFA Europa League (7): 2010, 2012, 2014, 2016, 2017, 2018, 2019
- Teilnahme am UI-Cup (3): 1995, 1996, 2000
  - Sieg im Intertoto-Cup (2): 1989, 1990

Der grösste Erfolg der Vereinsgeschichte ist der Gewinn der Meisterschaft im Jahr 1989 unter dem deutschen Trainer Friedel Rausch. Des Weiteren stand der Verein sechsmal im Cupfinal, wobei er den Titel zweimal gewinnen konnte: 1960 gegen Grenchen 1:0 und 1992 gegen Lugano 3:1 n. V. Zuletzt verlor er allerdings viermal in Folge das Endspiel: 1997 gegen Sion 3:3 n. V. 4:5 n. E., 2005 als Zweitligist gegen den FC Zürich 1:3 und zweimal gegen Basel 0:1 (2007) und 1:1 n. V. 2:4 n. E. (2012). Die Vizemeisterschaft und das Erreichen des Cupfinals 2012 sowie die Teilnahmen an der Uefa Europa League 2010, 2012, 2014, 2016, 2017, 2018 und 2019 sind die jüngsten Erfolge der Vereinsgeschichte.
Der höchste Sieg in einem Pflichtspiel gelang dem FC Luzern am 18. August 2013 im Cup mit einem 11:0 gegen den FC Murten. Der zweithöchste war am 14. September 1984 das 10:0 im Cup gegen den FC Bellach. Der höchste Heimsieg im neuen Stadion gelang am 30. April 2015 mit einem 6:2 gegen den FC St. Gallen, nachdem der Rekord bereits am 22. Februar mit einem 4:0 gegen den FC Aarau gebrochen worden war.

### Europacupbilanz
| Saison  | Wettbewerb                    | Runde                  | Gegner              | Gesamt          | Hin     | Rück      |
| ------- | ----------------------------- | ---------------------- | ------------------- | --------------- | ------- | --------- |
| 1960/61 | Cup der Cupsieger             | Viertelfinal           | AC Florenz          | 2:9             | 0:3 (H) | 2:6 (A)   |
| 1986/87 | UEFA-Cup                      | 1. Runde               | Spartak Moskau      | 0:1             | 0:0 (A) | 0:1 (H)   |
| 1989/90 | Meistercup                    | 1. Runde               | PSV Eindhoven       | 0:5             | 0:3 (A) | 0:2 (H)   |
| 1990/91 | UEFA-Cup                      | 1. Runde               | MTK Budapest FC     | 3:2             | 1:1 (A) | 2:1 (H)   |
| 1990/91 | UEFA-Cup                      | 2. Runde               | FC Admira/Wacker    | 1:2             | 0:1 (H) | 1:1 (A)   |
| 1992/93 | Cup der Cupsieger             | 1. Runde               | Lewski Sofia        | (a)2:2(a)       | 1:2 (A) | 1:0 (H)   |
| 1992/93 | Cup der Cupsieger             | 2. Runde               | Feyenoord Rotterdam | 2:4             | 1:0 (H) | 1:4 (A)   |
| 1997/98 | Cup der Cupsieger             | 1. Runde               | Slavia Prag         | 2:6             | 2:4 (A) | 0:2 (H)   |
| 2010/11 | UEFA Europa League            | 3. Qualifikationsrunde | FC Utrecht          | 1:4             | 0:1 (A) | 1:3 (H) 1 |
| 2012/13 | UEFA Europa League            | Play-offs              | KRC Genk            | 2:3             | 2:1 (H) | 0:2 (A)   |
| 2014/15 | UEFA Europa League            | 2. Qualifikationsrunde | FC St. Johnstone    | 2:2 (4:5 i. E.) | 1:1 (H) | 1:1 (A)   |
| 2016/17 | UEFA Europa League            | 3. Qualifikationsrunde | US Sassuolo Calcio  | 1:4             | 1:1 (H) | 0:3 (A)   |
| 2017/18 | UEFA Europa League            | 2. Qualifikationsrunde | NK Osijek           | 2:3             | 0:2 (A) | 2:1 (H)   |
| 2018/19 | UEFA Europa League            | 3. Qualifikationsrunde | Olympiakos Piräus   | 1:7             | 0:4 (A) | 1:3 (H)   |
| 2019/20 | UEFA Europa League            | 2. Qualifikationsrunde | KÍ Klaksvík         | 2:0             | 1:0 (H) | 1:0 (A)   |
| 2019/20 | UEFA Europa League            | 3. Qualifikationsrunde | Espanyol Barcelona  | 0:6             | 0:3 (H) | 0:3 (A)   |
| 2021/22 | UEFA Europa Conference League | 3. Qualifikationsrunde | Feyenoord Rotterdam | 0:6             | 0:3 (H) | 0:3 (A)   |
| 2023/24 | UEFA Europa Conference League | 2. Qualifikationsrunde | Djurgårdens IF      | 3:2             | 2:1 (A) | 1:1 (H)   |
| 2023/24 | UEFA Europa Conference League | 3. Qualifikationsrunde | Hibernian Edinburgh | 3:5             | 1:3 (A) | 2:2 (H)   |

Legende: (H) – Heimspiel, (A) – Auswärtsspiel, (N) – neutraler Platz, (a) – Auswärtstorregel, (i. E.) – im Elfmeterschiessen, (n. V.) – nach Verlängerung

### Gesamtbilanz
| Wettbewerb                    | Spiele | S | U | N  | T+ | T- |
| ----------------------------- | ------ | - | - | -- | -- | -- |
| Europacup der Landesmeister   | 02     | 0 | 0 | 02 | 0  | 05 |
| Europacup der Cupsieger       | 08     | 2 | 0 | 06 | 08 | 21 |
| UEFA-Cup / Europa League      | 22     | 5 | 6 | 11 | 15 | 34 |
| UEFA Europa Conference League | 06     | 1 | 2 | 03 | 06 | 13 |
| Gesamt                        | 38     | 8 | 8 | 22 | 29 | 73 |

Stand: 17. August 2023

## Die 1. Mannschaft

### Kader der Saison 2024/25
Stand: 30. Mai 2025
| Nr. |             | Position | Name                 |
| --- | ----------- | -------- | -------------------- |
| 1   | Schweiz     | TW       | Pascal Loretz        |
| 2   | Schweiz     | AB       | Severin Ottiger      |
| 3   | Schweden    | AB       | Jesper Löfgren       |
| 5   | Schweiz     | AB       | Stefan Knežević      |
| 7   | Schweiz     | MF       | Kevin Spadanuda      |
| 8   | Serbien     | MF       | Aleksandar Stankovic |
| 9   | Osterreich  | ST       | Adrian Grbić         |
| 10  | Deutschland | ST       | Sinan Karweina       |
| 11  | Kosovo      | MF       | Donat Rrudhani       |
| 14  | Lettland    | AB       | Andrejs Cigaņiks     |
| 15  | Schweiz     | ST       | Nando Toggenburger   |
| 16  | Slowakei    | MF       | Jakub Kadák          |
| 17  | Togo        | ST       | Thibault Klidjé      |

| Nr. |             | Position | Name                   |
| --- | ----------- | -------- | ---------------------- |
| 18  | Schweiz     | MF       | Nicky Beloko           |
| 20  | Deutschland | AB       | Pius Dorn              |
| 22  | Schweiz     | AB       | Rúben Dantas Fernandes |
| 24  | Schweiz     | MF       | Tyron Owusu            |
| 27  | Schweiz     | ST       | Lars Villiger          |
| 29  | Schweiz     | MF       | Levin Winkler          |
| 30  | Kosovo      | AB       | Ismajl Beka            |
| 34  | Schweiz     | MF       | Luuk Breedijk          |
| 41  | Deutschland | TW       | Julian Bock            |
| 46  | Schweiz     | AB       | Bung Meng Freimann     |
| 68  | Schweiz     | MF       | Mattia Walker          |
| 69  | Frankreich  | MF       | Sofyan Chader          |
| 90  | Serbien     | TW       | Vaso Vasić             |

### Betreuerstab
| Mario Frick          | Liechtenstein | Cheftrainer       |
| Claudio Lustenberger | Schweiz       | Assistenztrainer  |
| Roman Matter         | Schweiz       | Assistenztrainer  |
| Lorenzo Bucchi       | Italien       | Torhütertrainer   |
| Christian Schmidt    | Frankreich    | Konditionstrainer |
| Stand: Februar 2025  |               |                   |

## Bekannte Spieler
| Name                | Nat.                    | Zeitraum  | Position   |
| ------------------- | ----------------------- | --------- | ---------- |
| Ralf Neuhaus        | Deutschland             | 1914–1928 | Abwehr     |
| Kudi Müller         | Schweiz                 | 1968–1971 | Sturm      |
| Peter Risi          | Schweiz                 | 1979–1984 | Sturm      |
| Ottmar Hitzfeld     | Deutschland             | 1980–1983 | Sturm      |
| David Fairclough    | England                 | 1983–1985 | Sturm      |
| Herbert Baumann     | Schweiz                 | 1984–1998 | Abwehr     |
| Sigurður Grétarsson | Island                  | 1985–1990 | Sturm      |
| Roger Wehrli        | Schweiz                 | 1985–1990 | Mittelfeld |
| Jürgen Mohr         | Deutschland             | 1986–1989 | Mittelfeld |
| Adrian Knup         | Schweiz                 | 1989–1992 | Sturm      |
| Semir Tuce          | Bosnien und Herzegowina | 1989–1995 | Sturm      |
| Stefan Wolf         | Schweiz                 | 1990–1997 | Abwehr     |
| René van Eck        | Niederlande             | 1990–1998 | Abwehr     |
| Gábor Gerstenmájer  | Rumänien                | 1993–1995 | Mittelfeld |
| Petar Aleksandrow   | Bulgarien               | 1995–1998 | Sturm      |
| Martin Fink         | Schweiz                 | 1995–1998 | Sturm      |

| Name               | Nat.                | Zeitraum  | Position   |
| ------------------ | ------------------- | --------- | ---------- |
| Agent Sawu         | Simbabwe            | 1995–1998 | Sturm      |
| Ludwig Kögl        | Deutschland         | 1996–1999 | Mittelfeld |
| Rémo Meyer         | Schweiz             | 1997–2000 | Mittelfeld |
| Alexander Frei     | Schweiz             | 1999–2000 | Sturm      |
| Kubilay Türkyılmaz | Schweiz Turkei      | 1999–2001 | Sturm      |
| Christoph Spycher  | Schweiz             | 1999–2001 | Mittelfeld |
| Blaise Nkufo       | Schweiz             | 2000      | Sturm      |
| Marco Branca       | Italien             | 2000–2001 | Sturm      |
| Christophe Ohrel   | Schweiz             | 2000–2001 | Mittelfeld |
| Nestor Subiat      | Schweiz Argentinien | 2001      | Sturm      |
| Ike Shorunmu       | Nigeria             | 2002      | Tor        |
| Pirmin Schwegler   | Schweiz             | 2003–2005 | Mittelfeld |
| Ratinho            | Brasilien           | 2004–2006 | Mittelfeld |

| Name                | Nat.                | Zeitraum  | Position   |
| ------------------- | ------------------- | --------- | ---------- |
| Jean-Michel Tchouga | Kamerun             | 2004–2009 | Sturm      |
| Fabian Lustenberger | Schweiz             | 2005–2007 | Mittelfeld |
| Mauro Lustrinelli   | Schweiz             | 2007–2008 | Sturm      |
| Davide Chiumiento   | Schweiz Italien     | 2007–2010 | Mittelfeld |
| Hakan Yakin         | Schweiz Turkei      | 2009–2011 | Mittelfeld |
| Thomas Prager       | \|                  | 2010–2011 | Mittelfeld |
| Cristian Ianu       | Rumänien            | 2009–2012 | Sturm      |
| Dimitar Rangelow    | Bulgarien           | 2012–2014 | Sturm      |
| Alain Wiss          | Schweiz             | 2002–2015 | Mittelfeld |
| Oliver Bozanic      | Australien Kroatien | 2013–2015 | Mittelfeld |
| Darío Lezcano       | Paraguay            | 2012–2016 | Sturm      |
| Remo Freuler        | Schweiz             | 2014–2016 | Mittelfeld |
| Ricardo Costa       | Portugal            | 2016–2017 | Abwehr     |

Weitere Spieler sind in der Kategorie Fussballspieler (FC Luzern) zu finden.

## Nachwuchsabteilung / Juniorenförderung
Der FC Luzern hat eine grosse Juniorenabteilung. Die Luzerner besitzen eine U11, U12, zwei U13 (ein Team unter dem Namen FCL Schwyz-Uri), zwei U14 (1 Team unter dem Namen FCL Schwyz-Uri), eine U15, U16, U17, U18 und U21-Mannschaft, wobei die U17- und U18-Teams in Partnerschaft mit dem SC Kriens betrieben werden (Stand: Saison 2017/18). Der FC Luzern führt zweimal jährlich das FCL Camp durch, wo sich Kinder im Alter zwischen sechs und zwölf Jahren anmelden können. Die Löwenschule bietet begabten Kinderfussballern auf der Stufe E-Junioren ein zusätzliches Training zu den Trainings in den Stammvereinen an. Ausserdem führt der FC Luzern jährlich das Internationale Pfingstmasters-Turnier auf Stufe U10, U11, U12 und U13 durch. Das beste Schweizer Team auf Stufe U12 vertritt danach die Schweiz am Weltturnier Danone Nation Cup.
Im November 2014 wurde die Pilatus-Akademie eröffnet wo hauptsächlich Fussballtalente des FC Luzern ausgebildet werden.
Die U21-Mannschaft des FC Luzern spielt in der für sie höchstmöglichen Promotion League. Spielort ist der Sportplatz Hubelmatt der Sportanlagen Allmend.
Der jüngste und wahrscheinlich grösste Erfolg in der Geschichte der Nachwuchsabteilung des FC Luzern ist der Sieg 2015 am Blue Stars/FIFA Youth Cup.
Bekannte, bei der Nachwuchsabteilung des FC Luzern ausgebildete Spieler sind u. a. die Schweizer Nationalspieler Stephan Lichtsteiner, Pirmin Schwegler, Fabian Lustenberger, Haris Seferović, Rubén Vargas und Alain Wiss.

## Weitere Vereinssektionen

### Frauenfussball
Ursprünglich bildeten die FC Luzern Frauen die Frauenfussballabteilung des FC Sursee. Sie wurden am 1. Juli 2004 aus dem Verein herausgelöst und unter dem Namen SC LUwin.ch als eigenständiger Verein gegründet, womit sie der erste reine Frauenfussballclub der Schweiz sind. Mit dem Ziel der verbesserten Förderung des Frauenfussballs in der Zentralschweiz wurden sie 2011 dem FCL als Sektion angegliedert. Mit derselben Absicht wurde am 1. Juli 2014 die Frauenfussballabteilung des SC Kriens eingegliedert, wodurch die FCL Frauen unter diesem Namen erstmals in der höchsten Spielklasse vertreten sind. Dank fünf Meistertiteln (2002 bis 2006) und vier Cupsiegen (2002, 2004 bis 2006) zählt die Frauenmannschaft zu den erfolgreichsten des Schweizer Frauenfussballs. Zudem lancierten berühmte Spielerinnen wie Lara Dickenmann oder Ramona Bachmann beim Verein ihre internationalen Karrieren.

### Volleyball
FC Luzern Volleyball wurde 1946 gegründet und ist somit einer der ältesten Volleyballvereine der Schweiz. Er besteht heute aus einem Herren- und mehreren Damenteams. Der grösste Erfolg ist der Gewinn des Meistertitels 1959, des ersten, der im Schweizer Frauenvolleyball überhaupt verliehen wurde. Dennoch ist man nach dem Concordia BTV Luzern und dem VBC Luzern nur der dritterfolgreichste Verein der Stadt.
Stand Juni 2015 stellte der FC Luzern sowohl ein NLA- als auch ein NLB-Team. Diese Teams wurden jedoch aufgrund einer Neuorientierung im Luzerner Volleyball nach der Gründung des neuen Vereins Volley Luzern im Sommer 2017 zurückgezogen.

### Boccia
Die Boccia-Sektion FC Luzern wurde 1931 gegründet.